# The Dating Game
The Dating Game es un programa de concursos estadounidense lanzado al aire el 20 de diciembre de 1965, fue uno de los muchos shows creados por Chuck Barris desde los años 60 hasta los años 80. ABC abandonaría el show el 6 de julio de 1973, pero continuó por sindicado durante un año (1973-1974) como The New Dating Game. Posteriormente, el programa sería revivido 3 veces, la primera desde 1978 a 1980 como The All-New Dating Game, la segunda desde 1986 a 1989 y la tercera desde 1996 a 1999.
Jim Lange fue el anfitrión de The Dating Game durante toda su transmisión en ABC y por las ediciones sindicadas de 1973 y 1978. Su renacimiento de 1986 tendría como anfitrión a Elaine Joyce durante la primera temporada y por Jeff MacGregor por las 2 temporadas restantes. Cuando el programa fue revivido con un formato diferente en 1996, Brad Sherwood fue nombrado como anfitrión. Chuck Woolery tomaría su puesto por las últimas dos temporadas, con el formato original del programa, en 1997 después de que el dejara The Home and Family Show.
A comienzos de 1966, The Dating Game era a menudo combinado con The Newlywed Game. Esto fue especialmente cierto cuando los dos programas entraron en sindicación. En 1996, los renacimientos de The Dating Game y The Nelywed Game serían vendidos juntos llamados como "The Dating-Newlywed Hour".
El programa sería transmitido originalmente en Blanco y negro, en octubre de 1966, ambas versiones serían transmitidas a color, haciendo la versión diurna la primera serie diurna de ABC que se transmitía a color regularmente.
En febrero de 2021, sería anunciado que ABC y el presente distribuidor Sony Pictures Television revivirían el show con el nombre de The Celebrity Dating Game, con la actriz Zooey Deschanel y el cantante Michael Bolton como anfitriones, sería estrenado el 14 de junio de 2021.

## Formato
Generalmente, una mujer soltera haría preguntas a tres hombres solteros, quienes estarían ocultos de la vista de la mujer; al final de las preguntas hechas por la mujer, ella elegiría a alguien para acompañarlo en una cita, con gastos pagados por el show. Ocasionalmente, los roles son intercambiados, haciendo que un hombre haga preguntas a un grupo de mujeres; otras veces la celebridad preguntaba a tres jugadores por una cita para ellos mismos, algún compañero de trabajo o un familiar.
Antes de que, Farrah Fawcett, Suzanne Somers, Yvonne Craig, Lindsay Wagner, Leif Garrett, Tom Selleck y Lee Majors se convirtieran en famosos, eran concursantes recurrentes del show en los años 60 y comienzos de los años 70. Otros concursantes que aparecieron antes convertirse en famosos incluyen a, The Carpenters, Jackson Bostwick, Michael Richards, Joanna Cameron, Andy Kaufman (el cual aparecía con el pseudónimo de Baji Kimran), Steve Martin, Burt Reynolds, John Ritter, Phil Hartman, Jennifer Granholm (gobernante de Míchigan desde 2003 hasta 2010), Arnold Schwarzenegger y Alex Kozinki. Los episodios en donde aparecía el asesino en serie, Rodney Alcala fueron revelados durante su ola de asesinatos y después de que fuera declarado culpable por agresión en California.
Algunos concursantes que aparecieron en el show incluso después de hacerse conocidos incluye, a un joven Michael Jackson, Burton Cummings, Ron Howard, Dusty Springfield, Maureen McCormick, Barry Williams, Sally Field, Richard Dawson, Paul Lynde y Jay North.
Al final del show, tanto los concursantes ganadores como los anfitriones lanzarían un beso a los espectadores.

## Jugabilidad

### Versión original

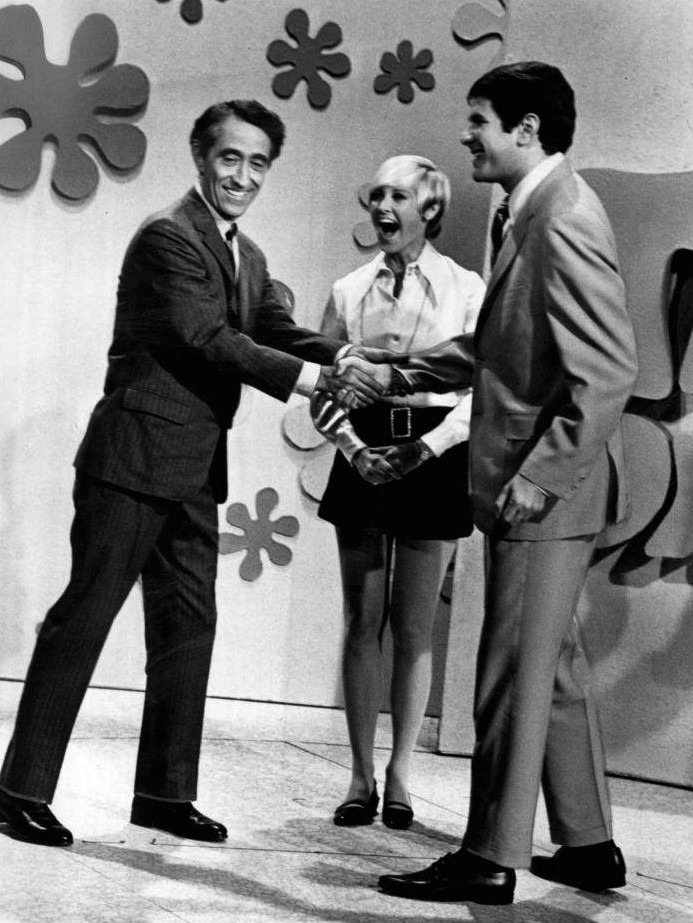
El comediante Pat Paulsen haciendo aparición en el show, 1968.

Generalmente, la mujer soltera hace preguntas, escritas en unas tarjetas a cada uno de los tres hombres solteros, se podría hacer la misma pregunta a varios de los hombres, esto hasta que el tiempo acabe. La mujer tendría que escoger a uno de los tres hombres, basándose en las respuestas dadas por ellos. Ocasionalmente, el concursante sería un hombre soltero, quien haría preguntas a tres mujeres solteras. Algunas preguntas estaban "prohibidas", como serían el nombre, edad, ocupación, entre otras.

### Resurgimiento en 1996
Para la primera temporada de 1996, se mostraba un formato diferente al de la primera versión. Un cambio notable era que la persona soltera conocía el nombre de pila de las otras tres personas en todo momento.
En lugar de hacer preguntas a los tres concursantes, la persona soltera era presentada con dos declaraciones, cada uno perteneciente a uno de los concursantes. Cuando se elegía, una nueva declaración reemplazaba a la antigua declaración, y la potencial cita explicaba la razón de por qué la declaración le pertenecía a él o ella. El juego continuaría hasta que se acabase el tiempo, para que la persona soltera anunciara a quién eligió.
En ocasiones, en varios de los episodios que fueron transmitidos, se usaba un formato diferente. Este formato hacía que los jugadores eligieran a una cita basado en su apariencia y otros detalles en base a su personalidad. Para decidir la "apariencia", el soltero/ra haría una observación a cada uno de los concursantes, mientras que los tres concursantes usarían audífonos con cancelación de ruido para evitar que escuchen al soltero/ra hablar sobre ellos. Luego de haberse finalizado el juego, el soltero/ra tiene que elegir uno de los tres concursantes basado en su apariencia y otro basado en su personalidad, para que luego se de una decisión final entre ambos concursantes. Si el soltero/ra elige al mismo concursante, tanto en apariencia, como en personalidad, el concursante ganaría 500 dólares en efectivo. 
Las dos temporadas finales del programa volverían al formato original, pero con más variedad de concursantes.

## Estado de episodio
Varios episodios del horario de día de ABC fueron transmitidos por Game Show Network. Las últimas versiones de ABC del show, los cuales fueron hechos para los horarios de máxima audiencia y para la sindicación.
Después de su última sindicación en 1980, repeticiones de las versione de 1978 a 1980 fueron vistas en KHJ-TV en Los Ángeles desde el 26 de septiembre de 1983 hasta el 12 de septiembre de 1986 (cuando The All-New Dating Game con Elaine Joyce fuera estrenado el 15 de septiembre de ese mismo año), como en otras ciudades.

## Concursantes
Algunas de las celebridades que aparecieron en The Dating Game aparecieron como solteros/solteras antes de convertirse en famosos, o como concursantes estrella, estos incluyen:
- Willie Aames (1978)
- Rodney Alcala, posteriormente apodado "The Dating Game Killer"(1978)[4][5][6]
- Kareem Abdul-Jabbar (1967)
- Famous Amos (1978)
- Judd Apatow (1980s)
- Desi Arnaz Jr. (1967)
- Mary Arnold (1972)
- Candice Bergen (1973)
- Jacqueline Bisset (1973)
- Bill Bixby (1968)
- Karen Black (1973)
- Danny Bonaduce (1972)
- Jackson Bostwick (1968)
- Julie Budd (1973)
- Joanna Cameron (Finales de los años 60)
- Bryan Cranston (1979)
- Perry Caravello (1996)
- Karen y Richard Carpenter (1970)
- Angela Cartwright (1970)
- David Cassidy (1970)
- Barrie Chase (1966)
- Candy Clark (1973)
- Dick Clark (1973)
- Jeremy Clyde (1966)
- Ronald K.L. Collins (1967)
- Michael Cole (1972)
- Teri Copley (1979)[7]
- Yvonne Craig (1967)
- Brandon Cruz (1972)
- Joey D'Auria (1980)[8]
- Cesare Danova (1969)
- Ann B. Davis (1970 y 1971)
- Richard Dawson (1968)
- Peter Duel (1968)
- Deep Purple (1968)
- Samantha Eggar (1973)
- Cass Elliot (1973 o 1974)
- Farrah Fawcett (1969)
- Sally Field (1966)
- Fannie Flagg (1973)
- Jackie Fox (1980)[9]
- Leif Garrett (1972)
- Kathy Garver (1966, 1970 y 1971)
- Maurice Gibb (1968)
- Robin Gibb (1968)
- Anita Gillette (1972)
- Cuba Gooding Jr. (1986)
- Barry Gordon (1966)
- Jennifer Granholm quien fue gobernadora de Michigan (1978)
- Luke Halpin (1968)
- Phil Hartman (1979)
- Cheryl Hines (1997)
- T. J. Hoban (1996)
- Eddie Hodges (1966)
- Ron Howard (1972)
- Iron Butterfly (1969)
- Michael Jackson (1972)
- Sam J. Jones como Flash Gordon (1978)
- Casey Kasem (1967)
- Andy Kaufman (1978)
- Murray Langston como The Unknown Comic (1978)
- Peter Lawford (1971)
- Vicki Lawrence  (1971)
- Peggy Lipton (1973)
- Donna Loren (1967)
- Paul Lynde (1968 y 1972)
- Dave Madden (1970)
- Lee Majors (1966)
- Steve Martin (1968 y 1970)
- Groucho Marx (1967)
- Meredith MacRae (1968)
- Jerry Mathers (1966)
- Maureen McCormick (1971 y 1973)
- Jed Mills (1978)
- Kathryn Minner (1966)
- Agnes Moorehead (1970)
- Jaye P. Morgan (1980)
- Louisa Moritz (1973)
- Bill Mumy (1968)
- Tom Netherton (1978)
- Jay North (1969)
- Charlie O'Donnell (1987)
- Butch Patrick (1972)
- Freda Payne (1971)
- Paul Petersen (1966)
- Vincent Price (1972)
- H.R. Pufnstuf (1972)
- Paul Reubens como Pee Wee Herman (1979)
- Michael Richards (1967)
- John Ritter (1967)
- Nipsey Russell (1971)
- Bobby Rydell (1966)
- Bob Saget (1979 y 1980)
- Arnold Schwarzenegger (1973)
- Tom Selleck (1965 y 1967)
- Rhonda Shear (1986)
- Suzanne Somers (1973)
- Dusty Springfield (1968)
- The Standells (1968)
- Kaye Stevens (1973)
- McLean Stevenson (1968)
- Strawberry Alarm Clock (1968)
- Elaine Stritch (1971)
- Rip Taylor (1973 y 1978)
- Robert Vaughn (1966)
- Jimmie Walker (1978)
- Lindsay Wagner (1968)
- Dionne Warwick (1969)
- Adam West (1966)
- Johnnie Whittaker (1969)
- Barry Williams (1972)
- Terry Williams (1972)
- Jo Anne Worley (1967)[10]

## Música
El show usó varias canciones contemporáneas, canciones de artistas como Herb Alpert de los años 60, a música Pop usados para el concursante estrella y apariciones de bandas musicales. Para los primeros episodios al comienzo de su transmisión por ABC, música en vivo era propocionada por The Regents (conocidos por su canción "Barbara Ann"). Comenzando en 1966, el show usó música, con el tema principal proporcionado por Mariachi Brass, junto al trompetista Chet Baker. El show usó música hecha por Skip Battin & the Group (1967) y The Challengers (años 60).
El show usaba varias canciones hechas por Herb Alpert, incluye: 
- "Spanish Flea" (cuando se introduce al soltero)
- "Whipped Cream" (cuando se introduce a la soltera)[12]
- "Lollipops and Roses" (cuando el soltero y la soltera se reúnen)[12]

Otras canciones que fueron usadas en las entrevistas, cuando los concursantes escogían a uno de los otros concursantes, incluía:
- "Ladyfingers" (Herb Alpert)
- "Lemon Tree" (Herb Alpert)

La música usada durante la aparición de celebridades incluía:
- "Live" (The Merry-Go-Round)
- "Close to You" (The Carpenters)
- "Midnight Confessions" (The Grass Roots)
- "I Want To Be Where You Are" (Michael Jackson)
- "I Want You Back" (Michael Jackson), durante la descripción de la potencial cita
- "Cheyenne" (The Brady Bunch)
- "Goin' Out of My Head" (Little Anthony)
- "What's It Gonna Be" (Dusty Springfield)

Otras canciones usadas en el show incluía:
- "Fantail" por Count Basie (cuando el anfitrión, Jim Lange introduce a los 3 concursantes a la audiencia)
- "Love Sickness" por The Trumpets Ole (pista corta usada cuando se alcanza el tiempo límite para entrevistar a los 3 solteros)
- "Boston Bust-Out" por Jimmy McGriff (antes de que se introdujera la fecha de su cita)

En 1972, The Dating Game añadió la canción "Little Rosie", canción de estilo Dixieland como tema de cierre a las versiones del horario de día de ABC; la canción era usada también en las dos primeras versiones transmitidas por sindicado en los años 80. La canción, junto a otras canciones del show, fueron agregadas en el álbum de 1973 "Themes from TV Game Shows", producida por Chuck Barris.
El relanzamiento de 1980 del show usaba música compuesta por MIlton DeLugg, mientras que ediciones posteriores tenían la canción original por Steve Kaplan
La música hecha para The Celebrity Dating Game fue compuesta por Cheche Alara

## Legado
En su primera autobiografía, Confessions of a Dangerous Mind (1988), Chuck Barris aclamó que The Dating Game fue investigada por la CIA y fue promovido por la CIA. Sin embargo, su segunda memoria, The Game Show King: A Confession (1993), no se mencionaba ni a la CIA ni a su anterior libro. Un portavoz de la CIA ha negado que Chuck Barris haya trabajado para la agencia en cualquier puesto.
La popularidad del show en los años 60, inspiró a Baskin Robbins a crear un sabor de helado llamado Dating Game. Era un helado de color rosa con trozos de nueces tostadas y dátiles picados.
En un episodio de Laverne & Shirley de los años 60, Lenny y Squiggy aparecerían como concursantes del juego.
The Dating Game sería parodiado por Steve Jobs durante un evento antes del lanzamiento de la Macintosh en 1983. Los tres "concursantes" eran Mitch Kapor de Lotus Software, Fred Gibbons de SPC y Bill Gates de Microsoft

## Mercancía licenciada
La empresa Hasbro lanzaría al aire tres juegos de mesa basados en la versión original de 1965 del programa entre 1967 y 1968, mientras que Pressman Toy Corporation lanzaría su propio juego de mesa basado en las versiones de finales de los años 80 en 1987.
En 1968, una grabación LP llamado The Dating Game Party Pak, narrado por Jim Lange, fue lanzado al aire; este incluía invitaciones al show y etiquetas para seis personas.
A finales de los años 90, el sitio web oficial de Sony lanzaría una videojuego online basado en The Dating Game.
En marzo de 2011, una nueva versión de The Dating Game fue lanzado en Facebook, Twitter y otras redes sociales y sitios web. El juego fue desarrolado por 3G Studios,  bajo licencia de Sony Pictures Entertainment.